# UCI-Trial-Weltcup 2014
Beim UCI-Trial-Weltcup 2014 wurden durch die Union Cycliste Internationale die Weltcupsieger im Trial ermittelt.

## Ablauf
Der Weltcup 2014 bestand aus fünf Läufen:
- Krakau: 30. Mai–1. Juni
- Pra-Loup: 25.–27. Juli
- Méribel: 21.–23. August
- Moutier: 19.–20. September
- Antwerpen: 26.–28. September

Der Modus erfuhr eine kleine Änderung: Für einen Weltcupsieg gab es statt 125 nunmehr 200 Weltranglistenpunkte, die auch zur Berechnung des Weltcup-Rankings herangezogen wurden.

## Männer 20 Zoll
In der 20-Zoll-Klasse gab es 79 Fahrer.
| # | Datum         | Ort       | Erster         | Zweiter      | Dritter       |
| - | ------------- | --------- | -------------- | ------------ | ------------- |
| 1 | 1. Juni       | Krakau    | Abel Mustieles | Benito Ros   | Rick Koekoek  |
| 2 | 27. Juli      | Pra-Loup  | Abel Mustieles | Raphael Pils | Ion Areitio   |
| 3 | 23. August    | Méribel   | Abel Mustieles | Rick Koekoek | Théau Courtes |
| 4 | 20. September | Moutier   | Abel Mustieles | Benito Ros   | Ion Areitio   |
| 5 | 28. September | Antwerpen | Abel Mustieles | Benito Ros   | Raphael Pils  |

Gesamtwertung
| Platz | Name           | Punkte |
| ----- | -------------- | ------ |
| 1     | Abel Mustieles | 1000   |
| 2     | Rick Koekoek   | 645    |
| 3     | Ion Areitio    | 640    |
| 4     | Raphael Pils   | 625    |
| 5     | Benito Ros     | 480    |
| 6     | Lucien Leiser  | 454    |

## Männer 26 Zoll
In der 26-Zoll-Klasse gab es 84 Teilnehmer.
| # | Datum         | Ort       | Erster              | Zweiter            | Dritter          |
| - | ------------- | --------- | ------------------- | ------------------ | ---------------- |
| 1 | 1. Juni       | Krakau    | Giacomo Coustellier | Jack Carthy        | Vincent Hermance |
| 2 | 27. Juli      | Pra-Loup  | Vincent Hermance    | Gilles Coustellier | Jack Carthy      |
| 3 | 23. August    | Méribel   | Jack Carthy         | Gilles Coustellier | Vincent Hermance |
| 4 | 20. September | Moutier   | Jack Carthy         | Gilles Coustellier | Vincent Hermance |
| 5 | 28. September | Antwerpen | Jack Carthy         | Vincent Hermance   | Kenny Belaey     |

Gesamtwertung
| Platz | Name                | Punkte |
| ----- | ------------------- | ------ |
| 1     | Jack Carthy         | 900    |
| 2     | Vincent Hermance    | 780    |
| 3     | Gilles Coustellier  | 590    |
| 4     | Kevin Aglaé         | 509    |
| 5     | Giacomo Coustellier | 496    |
| 6     | Nicolas Vallée      | 445    |

## Frauen
Der Frauen-Weltcup hatte eine Rekordzahl von 21 Teilnehmerinnen aus zehn Nationen.
| # | Datum         | Ort       | Erste             | Zweite            | Dritte           |
| - | ------------- | --------- | ----------------- | ----------------- | ---------------- |
| 1 | 1. Juni       | Krakau    | Nina Reichenbach  | Tatiana Janíčková | Gemma Abant      |
| 2 | 27. Juli      | Pra-Loup  | Gemma Abant       | Tatiana Janíčková | Janine Jungfels  |
| 3 | 23. August    | Méribel   | Janine Jungfels   | Tatiana Janíčková | Nina Reichenbach |
| 4 | 20. September | Moutier   | Tatiana Janíčková | Kristína Sýkorová | Debi Studer      |
| 5 | 28. September | Antwerpen | Janine Jungfels   | Tatiana Janíčková | Nina Reichenbach |

Gesamtwertung
| Platz | Name              | Punkte |
| ----- | ----------------- | ------ |
| 1     | Tatiana Janíčková | 840    |
| 2     | Nina Reichenbach  | 730    |
| 3     | Janine Jungfels   | 650    |
| 4     | Debi Studer       | 580    |
| 5     | Kristína Sýkorová | 570    |
| 6     | Gemma Abant       | 465    |